# دانشکده خبر اهواز
دانشکده خبر اهواز با موافقت دانشکده خبر مادر و دانشگاه جامع علمی کاربردی در سال ۱۳۸۷ افتتاح گردید.
این دانشکده که تنها دانشکده تخصصی علوم ارتباطات در جنوب غرب کشور است هم‌اکنون دارای بیش از ۹۰۰ دانشجو با ۹ رشته (خبرنگاری، روابط عمومی، امور فرهنگی، عکاسی خبری، کمک کارگردانی و رشته‌های خبرنگاری سیاسی اقتصادی، روابط عمومی الکترونیک، مدیریت امور فرهنگی، برنامه‌ریزی فرهنگی در مقطع کاردانی و کارشناسی) می‌باشد و تاکنون چند دوره فارغ‌التحصیلی داشته‌است.
دانشکده خبر اهواز از ابتدای تأسیس بعلت نداشتن جا تاکنون به بیش از ۴ جا همچون یادمان شهدای خرمشهر، مرکز آموزش مخابرات خوزستان، دانشگاه شهید چمران اهواز و مرکز آموزش استانداری خوزستان نقل مکان کرده و محل فعلی هم که متعلق به سازمان همیاری شهرداری است تهدید به تخلیه شدن گردیده‌است.